# 84-й отдельный танковый батальон
84-й отдельный танковый батальон имени К. П. Ушакова — воинская часть Вооружённых Сил СССР в Великой Отечественной войне.

## История
Батальон 15 августа 1941 переименован из 40-го отдельного танкового батальона, содержался по штату № 010/85. При формировании в батальоне были 21 танк КВ и 15 Т-60 (по некоторым данным 15 очень редких танков Т-50)
В действующей армии с 15 августа 1941 года по 15 мая 1944 года.
31 августа 1941 года вместе с 4-й дивизией народного ополчения и рабочим батальон Ижорского завода сосредоточился в Колпино, и совместно с этими частями нанёс удар, отбросивший противника к посёлку Усть-Тосно, который взять не удалось. С этого времени и до января 1943 года действует на юго-восточных подступах к Ленинграду в районе Колпино, Ям-Ижора, Ивановское принимая участие во всех операциях, проводимых 55-й армией. Так, 4 октября 1941 года тремя КВ-1 поддерживает 125-ю стрелковую дивизию в её наступлении на развилку дорог юго-восточнее Ям-Ижоры, 20 декабря 1941 года 268-ю стрелковую дивизию. В тяжёлых боях ноября 1941 года в боях под Ивановским погиб первый командир батальона, майор Ушаков Константин Павлович, и батальону было присвоено имя командира, что было очень редким явлением в РККА и уникальным для танковых батальонов.
В июне 1942 года батальон вошёл в состав сформированной 220-й танковой бригады.
К осени 1943 года батальон получил на вооружение танки Т-34 и был передислоцирован с правого берега Невы в развалины завода «Трубосталь».
15 января 1944 года в ходе Красносельско-Ропшинской операции батальон повёл наступление с Пулковских высот с задачей овладеть опорным пунктом противника в деревне Кургелево, однако наступление захлебнулось, и батальон был выведен на исходные позиции. С 16 января 1944 года в составе ударной танковой группы наступает на Красное Село и затем вошёл в прорыв в направлении на Русско-Высоцкое на соединение с войсками 2-й ударной армии, наступавшей от Ораниенбаума. На окраине Кипени танки батальона первыми среди всех частей армии встретились с танками 205-го отдельного танкового полка, окружив группировку противника под Ленинградом.
15 мая 1944 года переименован во 2-й отдельный танковый батальон 220-й танковой бригады.

## Подчинение
| Дата            | Фронт (округ)       | Армия             | Корпус | Бригада                | Примечания |
| --------------- | ------------------- | ----------------- | ------ | ---------------------- | ---------- |
| 01.09.1941 года | Ленинградский фронт | 55-я армия        | -      | -                      | -          |
| 01.10.1941 года | Ленинградский фронт | 55-я армия        | -      | -                      | -          |
| 01.11.1941 года | Ленинградский фронт | 55-я армия        | -      | -                      | -          |
| 01.12.1941 года | Ленинградский фронт | 55-я армия        | -      | -                      | -          |
| 01.01.1942 года | Ленинградский фронт | 55-я армия        | -      | -                      | -          |
| 01.02.1942 года | Ленинградский фронт | 55-я армия        | -      | -                      | -          |
| 01.03.1942 года | Ленинградский фронт | 55-я армия        | -      | -                      | -          |
| 01.04.1942 года | Ленинградский фронт | 55-я армия        | -      | -                      | -          |
| 01.05.1942 года | Ленинградский фронт | 55-я армия        | -      | -                      | -          |
| 01.06.1942 года | Ленинградский фронт | 55-я армия        | -      | -                      | -          |
| 01.07.1942 года | Ленинградский фронт | 55-я армия        | -      | 220-я танковая бригада | -          |
| 01.08.1942 года | Ленинградский фронт | 55-я армия        | -      | 220-я танковая бригада | -          |
| 01.09.1942 года | Ленинградский фронт | 55-я армия        | -      | 220-я танковая бригада | -          |
| 01.10.1942 года | Ленинградский фронт | 55-я армия        | -      | 220-я танковая бригада | -          |
| 01.11.1942 года | Ленинградский фронт | 55-я армия        | -      | 220-я танковая бригада | -          |
| 01.12.1942 года | Ленинградский фронт | 55-я армия        | -      | 220-я танковая бригада | -          |
| 01.01.1943 года | Ленинградский фронт | 55-я армия        | -      | 220-я танковая бригада | -          |
| 01.02.1943 года | Ленинградский фронт | 67-я армия        | -      | 220-я танковая бригада | -          |
| 01.03.1943 года | Ленинградский фронт | 67-я армия        | -      | 220-я танковая бригада | -          |
| 01.04.1943 года | Ленинградский фронт | 55-я армия        | -      | 220-я танковая бригада | -          |
| 01.05.1943 года | Ленинградский фронт | 55-я армия        | -      | 220-я танковая бригада | -          |
| 01.06.1943 года | Ленинградский фронт | 67-я армия        | -      | 220-я танковая бригада | -          |
| 01.07.1943 года | Ленинградский фронт | 67-я армия        | -      | 220-я танковая бригада | -          |
| 01.08.1943 года | Ленинградский фронт | 67-я армия        | -      | 220-я танковая бригада | -          |
| 01.09.1943 года | Ленинградский фронт | -                 | -      | 220-я танковая бригада | -          |
| 01.10.1943 года | Ленинградский фронт | -                 | -      | 220-я танковая бригада | -          |
| 01.11.1943 года | Ленинградский фронт | 2-я ударная армия | -      | 220-я танковая бригада | -          |
| 01.12.1943 года | Ленинградский фронт | 42-я армия        | -      | 220-я танковая бригада | -          |
| 01.01.1944 года | Ленинградский фронт | 42-я армия        | -      | 220-я танковая бригада | -          |
| 01.02.1944 года | Ленинградский фронт | 42-я армия        | -      | 220-я танковая бригада | -          |
| 01.03.1944 года | Ленинградский фронт | 42-я армия        | -      | 220-я танковая бригада | -          |
| 01.04.1944 года | Ленинградский фронт | -                 | -      | 220-я танковая бригада | -          |
| 01.05.1944 года | Ленинградский фронт | -                 | -      | 220-я танковая бригада | -          |

## Командиры
- майор Ушаков Константин Павлович (род. 1904г — погиб 1 ноября 1941)
- (посмертно) Хрустицкий, Владислав Владиславович, майор (ком. с 02.1942 по 16.09.1942, погиб в должности ком. 30 Гв. ОТБр, 26 января 1944 г.)
- майор Красноштан Леонид Прокофьевич (июль и август 1942)
- Фоминцов (12 января — 18 февраля 1943)
- майор Моисеенко Василий Иванович (погиб)
- Шубин
- майор Бойцов Иван Григорьевич (19 — 28 марта 1943) (погиб)
- Гнедин, Виктор Александрович, майор (с 04.1942 по 15.05.1944)

## Отличившиеся воины батальона
| Награда | Ф. И.О.                         | Должность              | Звание    | Дата награждения | Примечания |
| ------- | ------------------------------- | ---------------------- | --------- | ---------------- | ---------- |
|         | Мнацаканов, Александр Сидорович | командир танковой роты | лейтенант | 24.03.1945       |            |
|         | Коновалов, Павел Васильевич     | парторг батальона      | капитан   | 31.05.1945       |            |